# 한국식품유통학회
한국식품유통학회(Korean Food Marketing Association, KFMA)는 식품유통 분야의 이론과 실무, 그리고 산학활동에 관한 연구 목적으로 2007년 1월 19일 설립된 대한민국 농림축산식품부 소관의 사단법인이다. 사무실은 경기도 수원시 권선구 수인로 126 (서둔동 250)에 있다.

## 연혁
- 1983년 7월 23일 : 창립총회 개최
- 1984년 6월 30일 : 식품유통연구(학회지) 창간호 발간
- 2007년 1월 19일 : 사단법인 설립 허가

## 임원
- 회장 : 김진석 (경상대학교 농업경제학과 교수)

## 주요 사업
- 식품유통분야의 이론과 실무, 그리고 산학협동에 관련된 연구
- 학술연구발표회, 심포지움, 강연회, 세미나, 공개강좌 등의 개최
- 유통산업발전에 필요한 실증적 조사 연구
- 학회지, 학회보, 식품유통에 관한 도서, 자료 팜플렛 발간
- 회원의 연구분위기 조성과 공동연구수행
- 본 학회에 목적을 같이하는 국내외 학회와 산업계와의 학술 교류 및 제휴
- 연구소의 운영
- 기타 본 학회의 목적달성에 필요한 사업의 수행과 지원

## 주요 활동
- 학술대회 개최 : 연2~3회
- 논문집(식품유통연구) 발간 : 연 4회
- 유통인의 날 행사 : 연 1회
- 한․일 국제 공동 학술대회 : 연 1회
- 대학원생 학술경진대회 추진 : 연 1회 이상